# Чистопрудненское сельское поселение (Калининградская область)
Чистопру́дненское се́льское поселе́ние — упразднённое муниципальное образование в составе Нестеровского района Калининградской области в 2008—2018 годах. Административный центр поселения — поселок Чистые Пруды.

## География
Чистопрудненское сельское поселение граничит с Ильюшинским сельским поселением на севере, с Пригородным сельским поселением на востоке, с республикой Польша на юге, с Гусевским и Озерским районами на западе.

## История
Чистопрудненское сельское поселение образовано 30 июня 2008 года в соответствии с Законом Калининградской области № 258, в его состав вошли территории бывших Калининского и Чистопрудненского сельских округов.
Законом Калининградской области от 30 марта 2018 года № 157 «Об объединении поселений, входящих в состав муниципального образования „Нестеровский район“, и организации местного самоуправления на объединенной территории», сельское поселение было упразднено.

## Население
| 2002  | 2010  | 2012  | 2013  | 2014  | 2015  | 2016  |
| ----- | ----- | ----- | ----- | ----- | ----- | ----- |
| 1506  | ↗2307 | ↘2292 | ↘2288 | ↘2275 | ↘2226 | ↘2223 |
| 2017  |       |       |       |       |       |       |
| ↘2163 |       |       |       |       |       |       |

## Состав сельского поселения
| №  | Населённый пункт | Тип населённого пункта          | Население |
| -- | ---------------- | ------------------------------- | --------- |
| 1  | Боровиково       | посёлок                         | ↘15       |
| 2  | Ветряк           | посёлок                         | ↘8        |
| 3  | Дмитриевка       | посёлок                         | ↗48       |
| 4  | Докучаево        | посёлок                         | ↘41       |
| 5  | Дубовая Роща     | посёлок                         | ↘196      |
| 6  | Знаменка         | посёлок                         | ↘80       |
| 7  | Ильинское        | посёлок                         | ↘161      |
| 8  | Калинино         | посёлок                         | ↘499      |
| 9  | Карпинское       | посёлок                         | ↘3        |
| 10 | Краснолесье      | посёлок                         | ↘415      |
| 11 | Лесистое         | посёлок                         | ↘35       |
| 12 | Мичуринское      | посёлок                         | ↘53       |
| 13 | Озерки           | посёлок                         | ↘17       |
| 14 | Пугачёво         | посёлок                         | ↘54       |
| 15 | Садовое          | посёлок                         | ↘42       |
| 16 | Сосновка         | посёлок                         | ↘42       |
| 17 | Токаревка        | посёлок                         | ↗10       |
| 18 | Уварово          | посёлок                         | ↘26       |
| 19 | Чистые Пруды     | посёлок, административный центр | ↗562      |

## Социальная сфера
На территории поселения имеются 3 школы, в которых обучается 119 учеников, а также культурно-спортивный комплекс.

## Достопримечательности
В посёлках Калинино, Чистые Пруды, Краснолесье находятся мемориальные комплексы захоронений советских воинов погибших в Вторую мировую войну.
В посёлке Чистые Пруды находится музей классика литовской литературы К. Донелайтиса.
В посёлке Ильинское имеется дендрологический парк пейзажной планировки регулярного стиля площадью 12 га. В парке находится мемориальное кладбище воинов, погибших в Первую мировую войну, в которых похоронено 66 русских солдат и 77 немецких солдат.

## Экономика
Площадь сельскохозяйственных угодий поселения составляет 1731 га. На территории поселения функционируют ЗАО «Пограничное» и СПК «Чистые Пруды», средняя численность рабочих в них 62 человека.